# The Last Alliance
The Last Alliance es el título del quinto álbum de estudio del grupo de metal finlandés Battlelore. El disco está compuesto de once canciones la versión normal en CD y otras ocho interpretaciones en la versión DVD digipack cover, todas influidas por el legendarium de J. R. R. Tolkien. El título hace referencia a la Última Alianza de elfos y hombres contra Sauron al final de la Segunda Edad. La portada del disco muestra una lámina del artista Ingo Römling en la que se representa a Sauron. La grabación del álbum, dirigida por Dan Swanö, se inició el 1 de abril de 2008 en los Sound Supreme Studios de Hämeenlinna (Finlandia) y duró cerca de cuatro semanas. El álbum fue lanzado el 24 de septiembre de 2008. 
Además de la versión CD normal se puso a la venta al mismo tiempo una versión que añadía al CD un DVD con la actuación del grupo en directo en el Metal Female Voices Fest VII celebrado en Wieze (Bélgica) en 2007
La banda dijo a propósito de este álbum que el material presentaba, a su juicio, un toque y un sonido que estaba muy cerca de una mezcla entre sus álbumes Sword's Song y Evernight.

## Formación
- Kaisa Jouhki: voz;
- Tomi Mykkänen: voz;
- Jussi Rautio: guitarra;
- Jyri Vahvanen: guitarra;
- Timo Honkanen: bajo;
- Henri Vahvanen: batería;
- Maria Honkanen: teclado.

## Lista de canciones
| N.º   | Título                  | Duración |  |
| 1.    | «Third Immortal»        | 4:45     |  |
| 2.    | «Exile the Daystar»     | 4:41     |  |
| 3.    | «The Great Gathering»   | 4:09     |  |
| 4.    | «Guardians»             | 4:57     |  |
| 5.    | «Voice of the Fallen»   | 4:10     |  |
| 6.    | «Daughter of the Sun»   | 6:22     |  |
| 7.    | «Green Dragon»          | 3:52     |  |
| 8.    | «Awakening»             | 5:05     |  |
| 9.    | «Epic Dreams»           | 4:25     |  |
| 10.   | «Moontower»             | 4:51     |  |
| 11.   | «The Star of High Hope» | 6:25     |  |
| 53:42 |                         |          |  |

### BonusDVD
|     |                      |          |  |  |  |  |  |  |  |  |
| N.º | Título               | Duración |  |  |  |  |  |  |  |  |
| 1.  | «Ghân of the Woods»  |          |  |  |  |  |  |  |  |  |
| 2.  | «Ocean's Elysium»    |          |  |  |  |  |  |  |  |  |
| 3.  | «Into the New World» |          |  |  |  |  |  |  |  |  |
| 4.  | «Buccaneer's Inn»    |          |  |  |  |  |  |  |  |  |
| 5.  | «We Are the Legions» |          |  |  |  |  |  |  |  |  |
| 6.  | «House of Heroes»    |          |  |  |  |  |  |  |  |  |
| 7.  | «Beneath the Waves»  |          |  |  |  |  |  |  |  |  |
| 8.  | «Sons of Riddermark» |          |  |  |  |  |  |  |  |  |